# 前布拉辰山

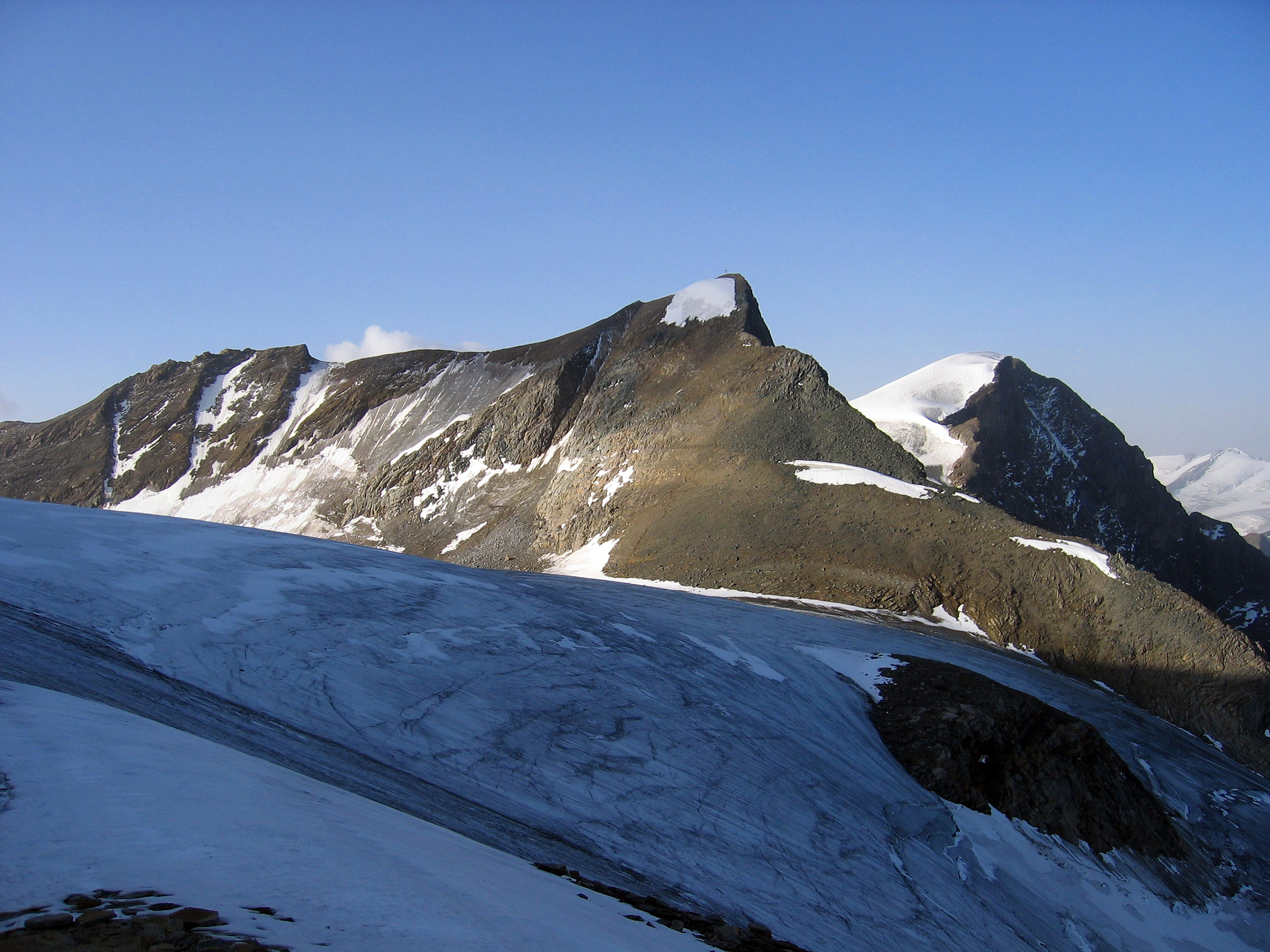

47°08′55″N 12°44′48″E / 47.14872°N 12.74676°E
前布拉辰山（德語：Vorderer Bratschenkopf），是奧地利的山峰，位於該國中部，由薩爾茨堡州負責管轄，屬於格洛克納山脈的一部分，海拔高度3,401米，每年平均降雨量2,073毫米。